# Hermann Beuttenmüller
Hermann Ludwig Maximilian Franz Beuttenmüller (Pseudonym: Hermann Beutten, * 6. August 1881 in Baden-Baden; † 29. Februar 1960 in Biberach an der Riß) war ein deutscher Jurist und Schriftsteller.

## Leben
Hermann Beuttenmüller, Sohn des Apothekers Ernst und der Marie Beuttenmüller, geb. Müller (1848–1918), wuchs in Baden-Baden auf, wo er das Gymnasium Hohenbaden besuchte. Nachdem er 1901 die Reifeprüfung abgelegt hatte, studierte er Rechtswissenschaften an den Universitäten in Freiburg im Breisgau, Kiel, Berlin, München und Heidelberg. 1905 bestand er in Karlsruhe das Erste Staatsexamen; 1907 promovierte er an der Universität Heidelberg zum Doktor der Rechte. Ab 1910 praktizierte Beuttenmüller als   Rechtsanwalt in Baden-Baden. 1930 gab er den Rechtsanwaltsberuf auf und wirkte in den folgenden Jahren als Vorstandsmitglied und juristischer Berater einer Brauerei, die sein Schwager in Warthausen/Landkreis Biberach betrieb. Seine letzten Lebensjahre verbrachte Beuttenmüller ab 1956 im städtischen Bürgerheim von Biberach an der Riß.
Hermann Beuttenmüller verfasste neben seiner juristischen Tätigkeit Libretti zu Operetten und Gedichte. Bekannt wurde er vor allem durch die Herausgabe literarischer Anthologien, darunter eine Reihe von Sammelwerken über seine Heimatstadt Baden-Baden.

## Werke
- Lieder der Liebe und des Leidens, Heidelberg 1906
- Der rechtliche Schutz des Gehörs, Karlsruhe i. B. 1908
- Meine Frau – das Fräulein, Berlin 1921 (unter dem Namen Hermann Beutten)
- Das Liebesverbot, Hamburg 1922 (unter dem Namen Hermann Beutten)
- Meine Braut … Deine Braut, Hamburg 1924

Herausgeberschaft
- Neue Lieder und Gedichte badischer Dichter, Baden-Baden 1907
- Neue deutsche Gedichte, Leipzig 1908
- Stimmungen, Dresden 1909
- Deutsches Novellenbuch, Leipzig [u. a.] 1910
- Frauenlob, Stuttgart 1910
- Heitere Geschichten, Leipzig 1910
- In lustige Lande, Leipzig [u. a.] 1911
- Deutsches Frauenbuch, Leipzig 1912
- Lachendes Leben, Leipzig [u. a.] 1912
- Vivat Academia, Berlin 1912
- Die goldene Garbe, Berlin 1913
- Junggesellengeschichten, Leipzig 1913
- Die Schönen von Baden-Baden, Berlin 1918 (herausgegeben unter dem Namen Hermann Beutten)
- Das Siebenmäderlbuch, Berlin 1920
- Deine Reisebegleiterin in Baden-Baden, Baden-Baden 1922
- In Freiburg war ich einst Student, Berlin 1928 (herausgegeben unter dem Namen Hermann Beutten)
- Heidelberg, Du mein Heidelberg!, Berlin 1929 (herausgegeben unter dem Namen Hermann Beutten)
- Die Hochzeitsreise nach Baden-Baden, Berlin 1929 (herausgegeben unter dem Namen Hermann Beutten)
- Bodensee-Dichterspiegel, Konstanz/Bodensee 1949 (herausgegeben unter dem Namen Hermann Beutten)